# Ferntransport (Atmosphäre)
Der atmosphärische Ferntransport (engl.: long-range atmospheric transport oder long-range transport) ist die luftgetragene Beförderung von Schadstoffen über eine weite Strecke (in der Regel mehrere hundert oder tausend Kilometer).
Die Atmosphäre ist eines der Haupttransportmedien für Schadstoffe. Dabei können sowohl Umwandlungsprodukte als auch der eigentliche Schadstoff in quellfernen Regionen niedergeschlagen (deponiert) werden. Im Sinne der o. g. Definition ist allerdings nur die weiträumige Verteilung des eigentlichen Schadstoffes unter dem Begriff atmosphärischer Ferntransport zu fassen. Voraussetzung hierfür ist, dass der Schadstoff stabil (inert) gegenüber Umwelteinflüssen ist, d. h. während des Transportes keiner chemischen Umwandlung unterliegt. Die meisten Schadstoffe, die entsprechend stabil sind, gehören zu der Gruppe der langlebigen organischen Schadstoffe (POP) [von engl. Persistent organic pollutants].
Ein bestimmender Faktor ist dabei der Anteil eines Schadstoffs, der an Aerosole adsorbiert ist. In adsorbierter Form ist er – im Gegensatz zur Gasphase – von der Photooxidation, d. h. direkter Photolyse sowie der Oxidation durch OH-Radikale oder Ozon, geschützt.

## Hintergrund
Die Theorie des Ferntransports von Schadstoffen in der Atmosphäre wurde entwickelt, um das Vorhandensein von Schadstoffen fernab ihrer Einsatzgebiete erklären zu können.
Eine der weltweit am stärksten mit POP belastete Bevölkerungsgruppe sind die Eskimos, obwohl sie selbst viele der POP nicht emittieren.
Die Konzentrationen von Schadstoffen wie z. B. DDT, Lindan und anderen Pestiziden sind zuweilen in Gebieten, in denen sie kaum zur Anwendung kommen, höher als in tropischen Ländern, wo sie zur Schädlingsbekämpfung eingesetzt werden. Einige Gebiete können, in Abhängigkeit von der Jahreszeit, sowohl als Senken als auch als Quellen für langlebige organische Schadstoffe (POP) fungieren. Da dieser Vorgang dem chemischen Prozess der Destillation gleicht (erst verdampfen, dann kondensieren), wird der Prozess des atmosphärischen Ferntransportes auch als globale Destillation oder als Grashüpfereffekt bezeichnet.

## Mechanismus
Die Theorie der globalen Destillation (auch Heuschreckeneffekt, Grashüpfereffekt oder kalte Kondensation genannt) besagt, dass Schadstoffe in Abhängigkeit von ihren physikalisch-chemischen Eigenschaften (z. B. Löslichkeit, Dampfdruck etc.) unterschiedlich weit in der Luft transportiert werden können, bevor sie durch trockene oder feuchte Deposition wieder auf die Erde zurückkehren. Dabei kann ein Schadstoff mehrmals deponiert und durch Verdampfung/Verdunstung wieder remobilisiert (in die Luft aufgenommen) werden. Die endgültige Ablagerung eines dem atmosphärischen Ferntransportes unterliegenden Schadstoffes findet insbesondere in den Polarregionen statt, da hier aufgrund der geringen Temperaturen eine erneute Verdampfung/Verflüchtigung unwahrscheinlich ist. Auch andere hochgelegene Gebiete der Erde, wie die Alpen oder das Hochland von Tibet sind betroffen. Substanzen reichern sich dort an und werden aufgrund der niedrigen Temperaturen noch langsamer abgebaut. Neue Studien zeigten jedoch, dass bei den meisten Substanzen – Ausnahmen sind stark flüchtige und persistente Substanzen wie z. B. Fluorchlorkohlenwasserstoffe – nicht die thermodynamischen, sondern die kinetischen Eigenschaften – die langsameren Abbauraten bei kälteren Temperaturen – hauptverantwortlich sind für die vergleichsweise hohen Konzentrationen in den Polarregionen.
Stoffe können auch mittels ozeanischen Strömungen oder Flüssen in abgelegene Regionen transportiert werden. Teilweise können auch für nahe verwandte Stoffe unterschiedliche Transportprozesse relevanter sein. Aufgrund der deutlich geringeren Henry-Konstante von β-Hexachlorcyclohexan wird dieser Stoff primär durch einen langsamen Transport im Wasser transportiert. Demgegenüber dominiert bei α-Hexachlorcyclohexan der schnelle Transport in der Luft.